# 3세대 프로그래밍 언어
3세대 언어(third generation language)는 프로그래밍 언어로, 영어와 유사하다. 3세대 언어는 프로그래머로 하여금 하드웨어가 프로그램을 어떻게 실행시키느냐 하는 것 보다는 문제자체에 초점을 맞추고 집중할 수 있도록 하였기 때문에 문제 지향(problem-oriented)의 언어라고 한다. 또한 3세대 언어는 프로그래머가 현안 문제를 해결하기 위한 논리적 절차를 구체화시켜야 하기 때문에 절차어(procedural language)라고도 불린다.